# Georgina Kenaghan
Georgina Kenaghan (nascida no ano de 1984) é uma treinadora australiana de goalball e, além disso, atua como psicóloga. Assumiu o comando da seleção australiana feminina de goalball que disputou os Jogos Paralímpicos de Verão de 2012, realizados em Londres, no Reino Unido, onde a equipe não venceu nenhuma partida. Georgina é atual treinadora da equipe nacional feminina de goalball. O jornal The Daily Telegraph a considera como um dos treinadores esportivos mais bem-sucedidos da Austrália.
Seu pai é Terry Kenaghan, um dos responsáveis por popularizar o goalball na Austrália em 1980.